# Jeanne (Venuskrater)
Jeanne ist ein Einschlagkrater auf der Venus.

## Beschreibung
Der Jeanne-Krater verfügt über eine dreieckige Form seines Auswurfs, die darauf hindeutet, dass der aufprallende Körper mit Wahrscheinlichkeit von Südwesten nach Nordosten her schräg auf die Venus aufschlug. Der Krater ist von zwei verschiedenen Arten dunkler Materialien umfasst. Der dunkle Bereich auf der südwestlichen Seite des Kraters ist von glatten Lavaströmen bedeckt, während der sehr dunkle Bereich auf der Nordostseite des Kraters von glattem Material wie feinkörnigem Sediment bedeckt ist. Der Krater zeigt auch mehrere Abflussrinnen auf der Nordwestseite.